# Aéroport international de Beyrouth - Rafic Hariri
Pour les articles homonymes, voir BEY.
L'aéroport international de Beyrouth (arabe : مطار بيروت رفيق الحريري الدولي), abrégé par le sigle BEY (code IATA : BEY • code OACI : OLBA), est un aéroport libanais situé à Choueifat (en) dans la banlieue sud de Beyrouth, la capitale du Liban. C'est le seul aéroport civil du Liban.
À l'origine, l'aéroport, était nommé aéroport international de Beyrouth ou aéroport de Khaldé. Le nom de l'ex-Premier ministre libanais Rafiq Hariri y a été rajouté le 22 juin 2005 après son assassinat en février de la même année.
Cet aéroport est la principale porte d'entrée au Liban.

## Histoire
Très moderne pour l'époque, il ouvre ses portes le 23 avril 1954. Il consiste alors en deux pistes d'asphalte, la 18/36 de 3 250 mètres (10 663 pieds) de long et la 03/21 de 3 180 mètres (10 433 pieds) de long. Plusieurs compagnies internationales transitent par l'aéroport, ainsi que les quatre compagnies libanaises qui voient le jour grâce à l'aéroport: Middle East Airlines (MEA), Air Liban (qui fusionnera avec MEA), Trans Mediterranean Airways (TMA), et Lebanese International Airways (LIA).
Dans la nuit du 28 décembre 1968, un commando israélien (opération Gift) effectue une attaque surprise sur l'aéroport et détruit 13 avions des trois compagnies libanaises. La MEA réussit à se relever de cet épisode, contrairement à la LIA, dont les employés seront transférés à la MEA.
Durant les quinze ans de guerres civiles à partir d'avril 1975, l'aéroport perd son statut. Seules la MEA et la TMA continuent d'opérer pendant les périodes d'accalmie, l'aéroport était fermé le reste du temps.
De nombreux incidents émaillent la vie de l'aéroport durant cette période. Le terminal nouvellement rénové est détruit par les forces israéliennes lorsque celles-ci envahissent le Liban en 1982. Le 23 octobre 1983, le quartier général des forces américaines appartenant à la force internationale de maintien de la paix installé dans l'un des bâtiments de l'aéroport est victime d'un attentat suicide qui tua 241 militaires américains dont 220 Marines.
Un programme de reconstruction de dix ans est lancé en 1994, cinq ans après la fin de la guerre, prévoyant la construction d'un nouveau terminal, de deux nouvelles pistes, d'une nouvelle station de pompiers, d'une nouvelle centrale électrique, d'un nouveau terminal général d'aviation, d'un nouveau garage souterrain, et la réhabilitation du bâtiment du radar.
En 1998, la première phase de construction du nouveau terminal est achevée. Après son inauguration, l'ancien terminal est démoli et la construction de l'aile ouest a lieu. Elle s'achève en 2000, et l'inauguration a lieu en 2002. Le nouveau terminal permet d'accueillir 6 millions de passagers par an avec des prévisions de 16 millions de passagers par an en 2035.

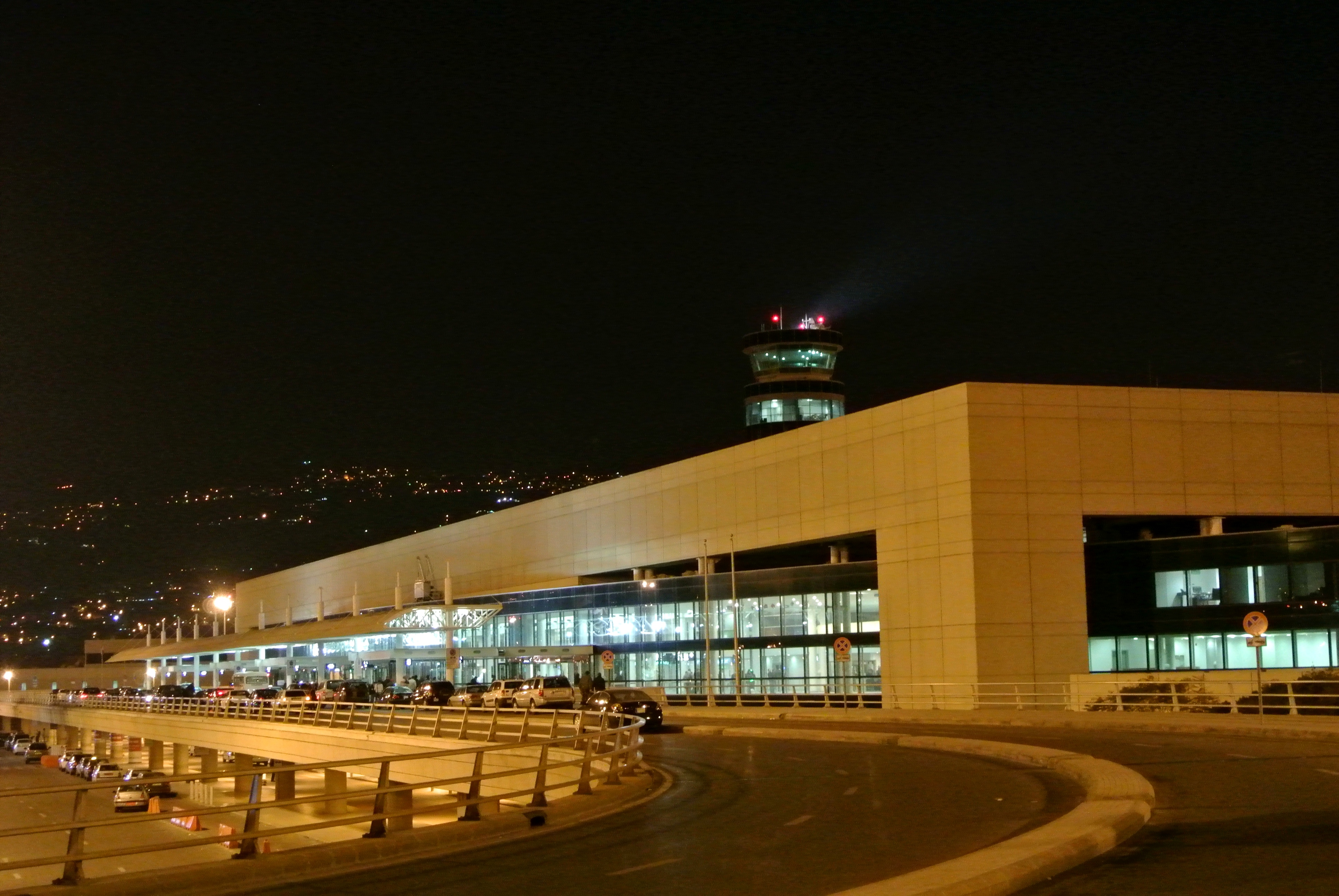
Vue de Nuit de l'aérogare.

Les pistes n'étant pas assez longues notamment pour pouvoir accueillir l'Airbus A380, une nouvelle piste, la 16/34, est construite. Elle est longue de 3 395 mètres (11 138 pieds). Cette piste est construite sur la mer pour éloigner le trafic aérien de la ville, améliorer la sécurité et réduire les nuisances sonores. Une autre piste plus longue est construite en parallèle pour remplacer la 03/21. Elle a une longueur de 3 800 mètres (12 467 pieds). L'ancienne 03/21 est reconvertie en voie de circulation (taxiway) pour accéder à la nouvelle piste. Ces deux nouvelles pistes sont construites en béton contrairement à l'ancienne 03/21, ou la 18/36 qui est rarement utilisée.
En 2004, la piste 17/35 est rebaptisée 16/34 et la piste 18/36 est rebaptisée 17/35 après des mesures plus précises.
Le 17 juin 2005, Le terminal général d'aviation ouvre ses portes. Situé à l'angle nord-ouest de l'aéroport, il est l'un des terminaux plus modernes du Moyen-Orient.

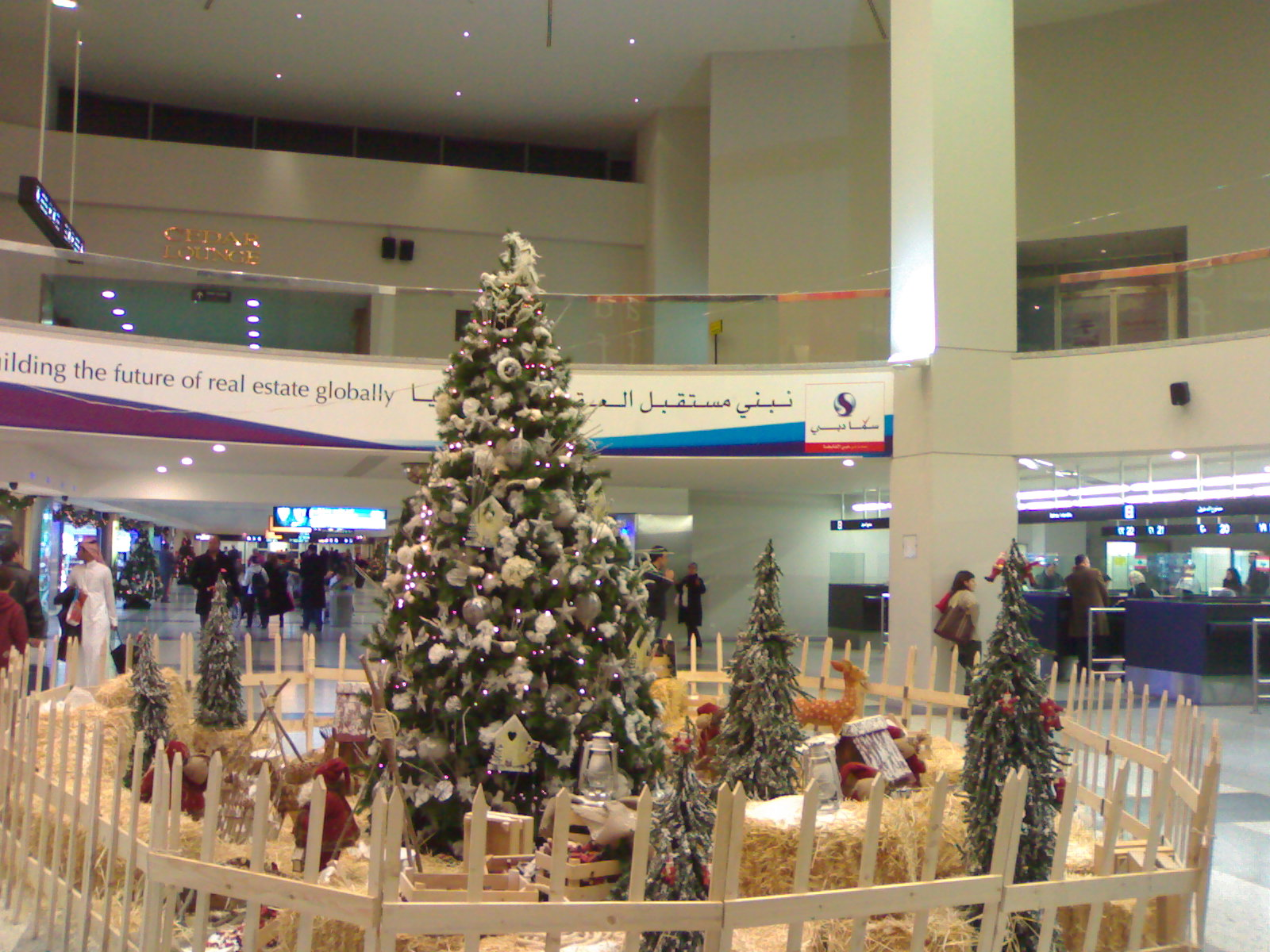
Duty Free de l'aéroport international de Beyrouth.

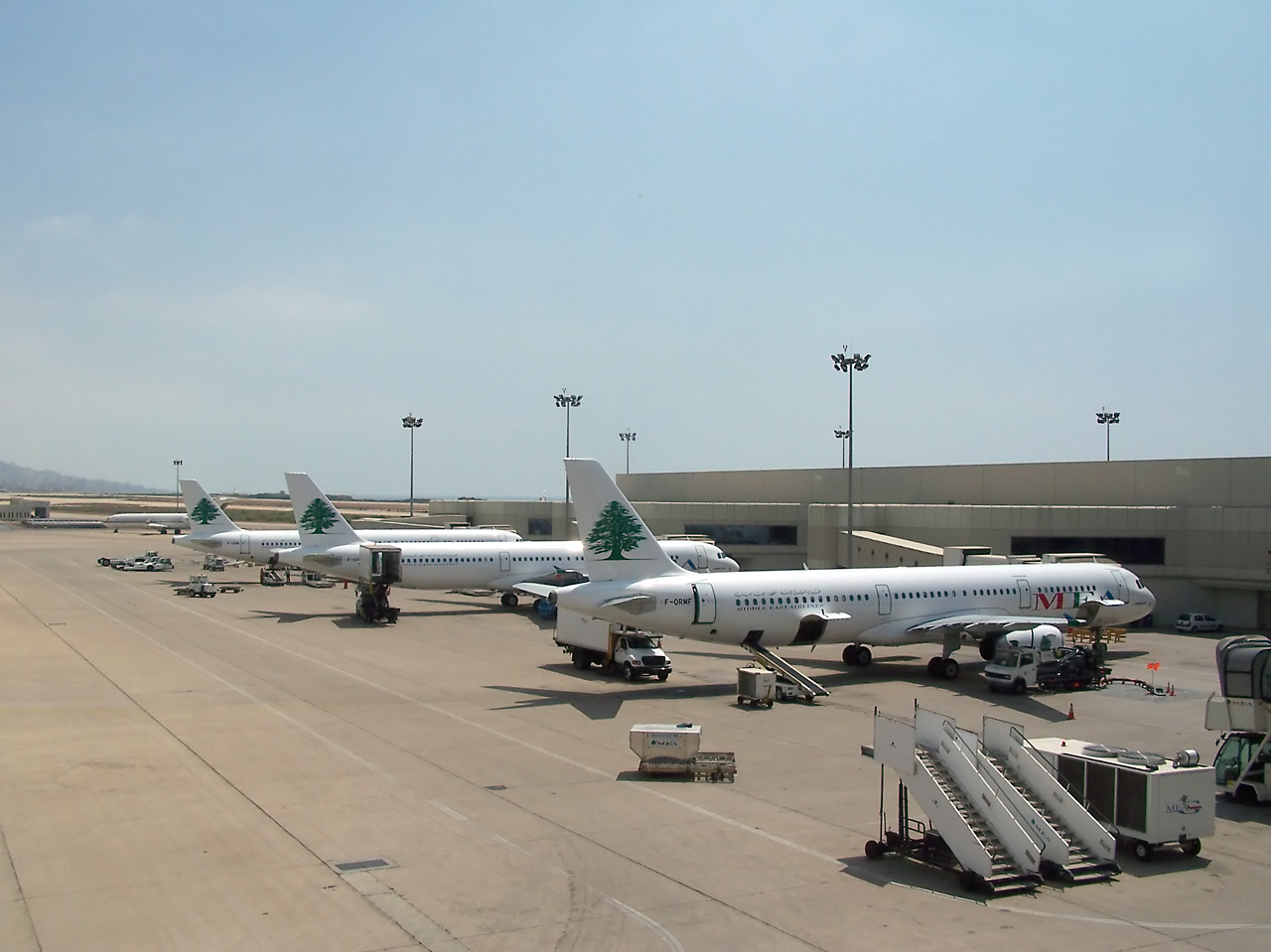
Trois Airbus A321 de la MEA stationnés devant le terminal ouest en janvier 2006.

Le 13 juillet 2006, l'aéroport est bombardé par l'aviation israélienne, durant le conflit israélo-libanais de 2006. Ce bombardement ne sera pas le seul durant la durée du conflit et l'aéroport sera fermé au public. Il faut attendre le 21 août 2006 pour que l'aéroport soit rouvert.
Le 4 août 2020, à la suite des explosions au port de Beyrouth, l'aéroport, situé à 10 km de l'épicentre, subit des dommages importants : dans les bâtiments des terminaux, des fenêtres, des portes, des plafonds ainsi que des câblages électriques sont détruits. Il reste néanmoins ouvert et poursuit son activité normalement,.

## Services
- L'Unité « Attention Spéciale »

Il existe une équipe d’Attention Spéciale qui a pour mission de répondre aux besoins des passagers et de prêter assistance aux mineurs non-accompagnés ou à des passagers malades ou handicapés. Au besoin, des véhicules appropriés et équipés sont utilisés.
- Le Salon Cedar

Le Salon Cedar sert à accueillir les VIP, les passagers des classes Première et Affaires ou commercialement importants.

## Compagnies et destinations
| Compagnies            | Destinations |
| --------------------- | --- |
| Aegean Airlines       | Athènes E.-Venizélos |
| Air Algérie           | Alger-Houari-Boumédiène |
| Air Arabia            | Abou Dabi, Charjah |
| Air Cairo             | En saison charter: Charm el-Cheikh, El-Alamein (en) |
| Air France            | Paris-Charles de Gaulle |
| AJet                  | Adana-Sakirpasa, Ankara Esenboğa En saison : Antalya, Bodrum-Milas, Dalaman, Izmir-A. Menderes |
| Cham Wings Airlines   | Alep, Damas, Kameshli |
| Condor                | Düsseldorf |
| Corendon Airlines     | En saison charter: Antalya, Dalaman |
| Cyprus Airways        | Larnaca |
| EgyptAir              | Le Caire |
| Emirates              | Dubaï |
| Ethiopian Airlines    | Addis-Abeba Bole |
| Etihad Airways        | Abou Dabi |
| Eurowings             | Berlin-Brandebourg, Düsseldorf En saison: Hambourg-H.-Schmidt, Stockholm-Arlanda |
| flydubai              | Dubaï |
| Iran Air              | Téhéran-Imam-Khomeini |
| Iraqi Airways         | Bagdad, Bassorah, Nadjaf, Souleimaniye |
| Jazeera Airways       | Koweït |
| Kuwait Airways        | Koweït |
| LOT Polish Airlines   | Varsovie-Chopin |
| Lufthansa             | Francfort En saison: Munich-F. J. Strauß |
| Mahan Air             | Mechhed-Shahid H. Nejad, Téhéran-Imam-Khomeini |
| Middle East Airlines  | - Abidjan-F.-H.-Boigny, - Abou Dabi, - Accra-Kotoka, - Amman-Reine-Alia, - Athènes E.-Venizélos, - Bagdad, - Bruxelles-National, - Copenhague-Kastrup, - Dammam-roi Fahd, - Djeddah - Roi-Abdelaziz, - Doha-Hamad, - Dubaï, - Düsseldorf, - Erbil, - Erevan-Zvarnots, - Francfort, - Genève-Cointrin, - Istanbul, - Koweït, - Lagos-Murtala Muhammed, - Larnaca, - Le Caire, - Londres-Heathrow, - Madrid-Barajas, - Milan-Malpensa, - Nadjaf, - Paris-Charles de Gaulle, - Riyad-roi Khaled, - Rome Léonard-de-Vinci/Fiumicino En saison: Médine-Prince M. Bin Abdulaziz, Nice-Côte d'Azur En saison charter: Mykonos, Tbilissi-C. Roustavéli |
| Pegasus Airlines      | Adana-Sakirpasa, Antalya, Istanbul-S. Gökçen En saison: Dalaman |
| Qatar Airways         | Doha-Hamad |
| Royal Jordanian       | Amman-Reine-Alia |
| SalamAir              | Mascate |
| Saudia                | Djeddah - Roi-Abdelaziz, Médine-Prince M. Bin Abdulaziz, Riyad-roi Khaled |
| Scandinavian Airlines | En saison : Copenhague-Kastrup, Stockholm-Arlanda |
| Sundair               | Berlin-Brandebourg En saison: Brême |
| SunExpress            | En saison: Antalya, Izmir-A. Menderes |
| SWISS                 | Zurich |
| TAROM                 | Bucarest-H. Coandă |
| Transavia             | Amsterdam |
| Transavia France      | Lyon-Saint-Exupéry, Marseille-Provence, Paris-Orly |
| Turkish Airlines      | Istanbul En saison: Adana-Sakirpasa, Antalya En saison charter: Bodrum-Milas |
| Vueling               | Barcelone-El Prat |

Édité le 24/07/2022  Actualisé le 21/08/2024

## Statistiques
Depuis 1990, le nombre de passagers, de fret traité, et d'appareils est en croissance régulière.

### En graphique
Le graphique qui aurait dû être présenté ici ne peut pas être affiché car il utilise l'ancienne extension Graph, désactivée pour des questions de sécurité. Des indications pour créer un nouveau graphique avec la nouvelle extension Chart sont disponibles ici.

Voir la requête brute et les sources sur Wikidata.

### En tableau
| Année | Nb. Total de passagers | fret (metric tons) | Mouvement d'aéronefs |
| ----- | ---------------------- | ------------------ | -------------------- |
| 1990  | 637 944                |                    | 8 048                |
| 1991  | 837 144                | 44 064             | 10 822               |
| 1992  | 1 092 645              | 48 859             | 14 963               |
| 1993  | 1 343 289              | 45 539             | 16 581               |
| 1994  | 1 489 429              | 54 007             | 19 045               |
| 1995  | 1 672 657              | 49 742             | 20 478               |
| 1996  | 1 715 434              | 46 505             | 21 004               |
| 1997  | 1 715 434              | 46 505             | 21 004               |
| 1998  | 2 006 956              | 55 037             | 23 051               |
| 1999  | 2 222 344              | 54 300             | 25 010               |
| 2000  | 2 343 387              | 52 439             | 29 707               |
| 2001  | 2 444 851              | 62 789             | 30 627               |
| 2002  | 2 606 861              | 65 913             | 32 952               |
| 2003  | 2 840 400              | 65 674             | 34 468               |
| 2004  | 3 334 710              | 62 081             | 39 023               |
| 2005  | 3 892 356              | 68 852             | 44 295               |
| 2006  | 2 463 576              | 52 638             | 27 870               |
| 2007  | 3 009 749              | 59 387             | 32 674               |
| 2008  | 4 004 972              | 71 965             | 49 873               |
| 2009  | 4 952 899              | 66 122             | 57 545               |
| 2010  | 5 512 435              | 77 276             | 58 592               |
| 2011  | 6 999 034              | 74 004             | 63 666               |
| 2012  | 5 913 225              | 84 911             | 63 211               |
| 2013  | 6 249 503              | 106 361            | 62 980               |
| 2014  | 6 555 069              | -                  | 64 579               |
| 2015  | 7 203 781              | -                  | 68 872               |
| 2016  | 7,510,828              | 85 343             | 69 944               |
| 2017  | 8 230 990              | -                  | 71 169               |
| 2018  | 8 841 966              | 98 200             | 73,627               |
| 2019  | 8 689 603              | 87 517             | 72 279               |